# Warnstedter Mordkreuz

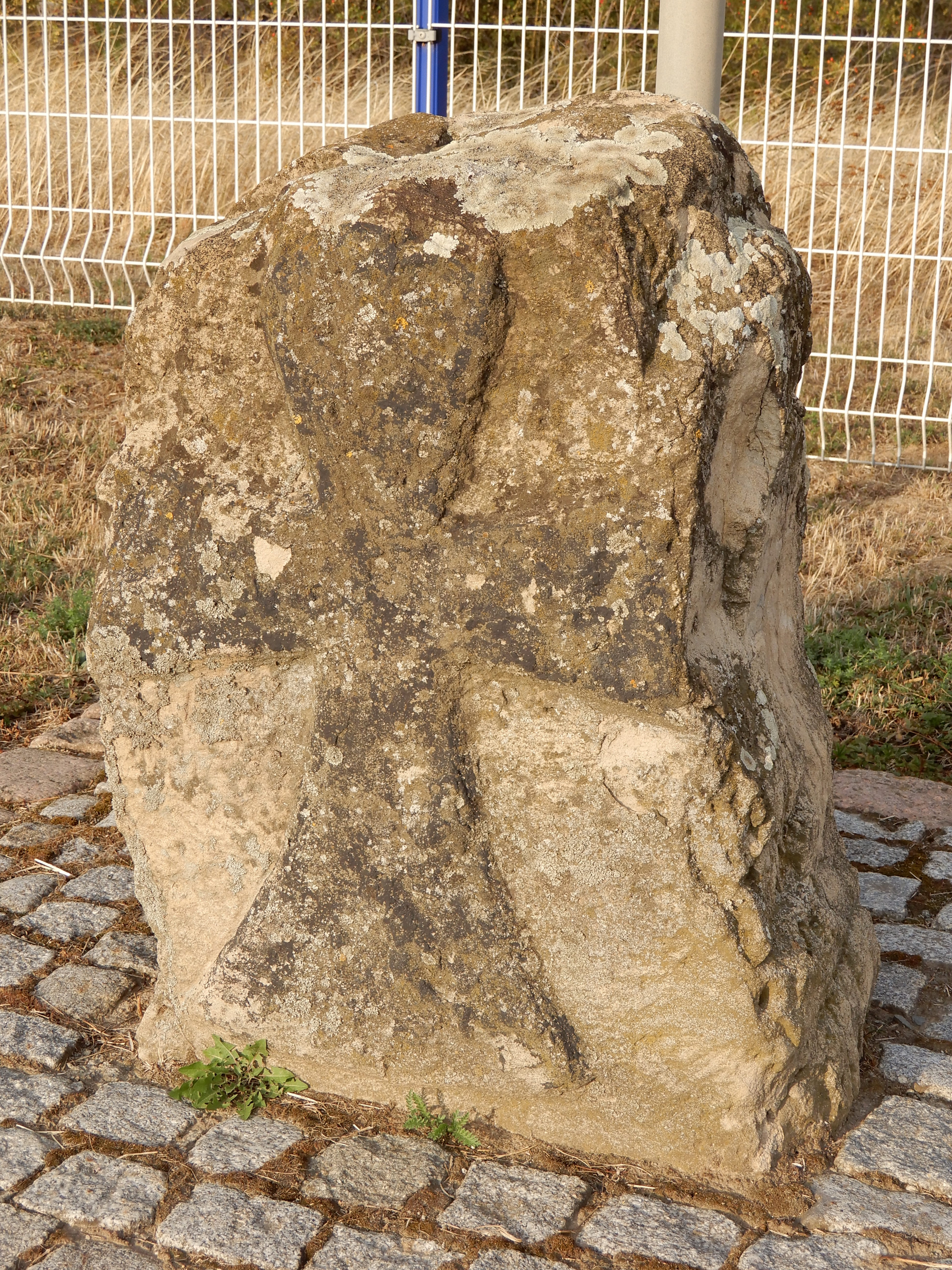
Kreuzstein an der Landstraße zwischen Timmenrode und Thale

Als Warnstedter Mordkreuz wird ein Kreuzstein an der Landstraße (L 92) von Timmenrode nach Thale in Sachsen-Anhalt bezeichnet. Es erinnert an die an dieser Stelle erfolgten tödlichen Verletzungen des Pfalzgrafen Siegfried bei Rhein, die ihm Anhänger des Grafen Hoyer von Mansfeld in der Schlacht bei Warnstedt am 21. Februar 1113 beibrachten. Siegfried starb wenig später am 9. März 1113.
Der Kreuzstein ist als Sühnekreuz mit der Erfassungsnummer 094 50649 in das Denkmalverzeichnis eingetragen.

## Standort
Der Kreuzstein steht unmittelbar am nordöstlichen Straßenrand direkt an der ehemaligen Landesgrenze zwischen Braunschweig und dem Königreich Preußen, an die an dieser Stelle noch ein Grenzstein Nr. 207 aus dem 19. Jahrhundert mit den Buchstaben B und P erinnert. An der Stelle des Steines verläuft heute unmittelbar die Flurgrenze zwischen Thale und dem Ortsteil Timmenrode der Stadt Blankenburg (Harz), so dass auch die Bezeichnung Kreuzstein Timmenrode verbreitet und die historisch gebräuchlichere ist.
Die Errichtung des Kreuzsteins erfolgte vermutlich erst im Spätmittelalter an dieser Stelle.